# Форсаж (авіація)

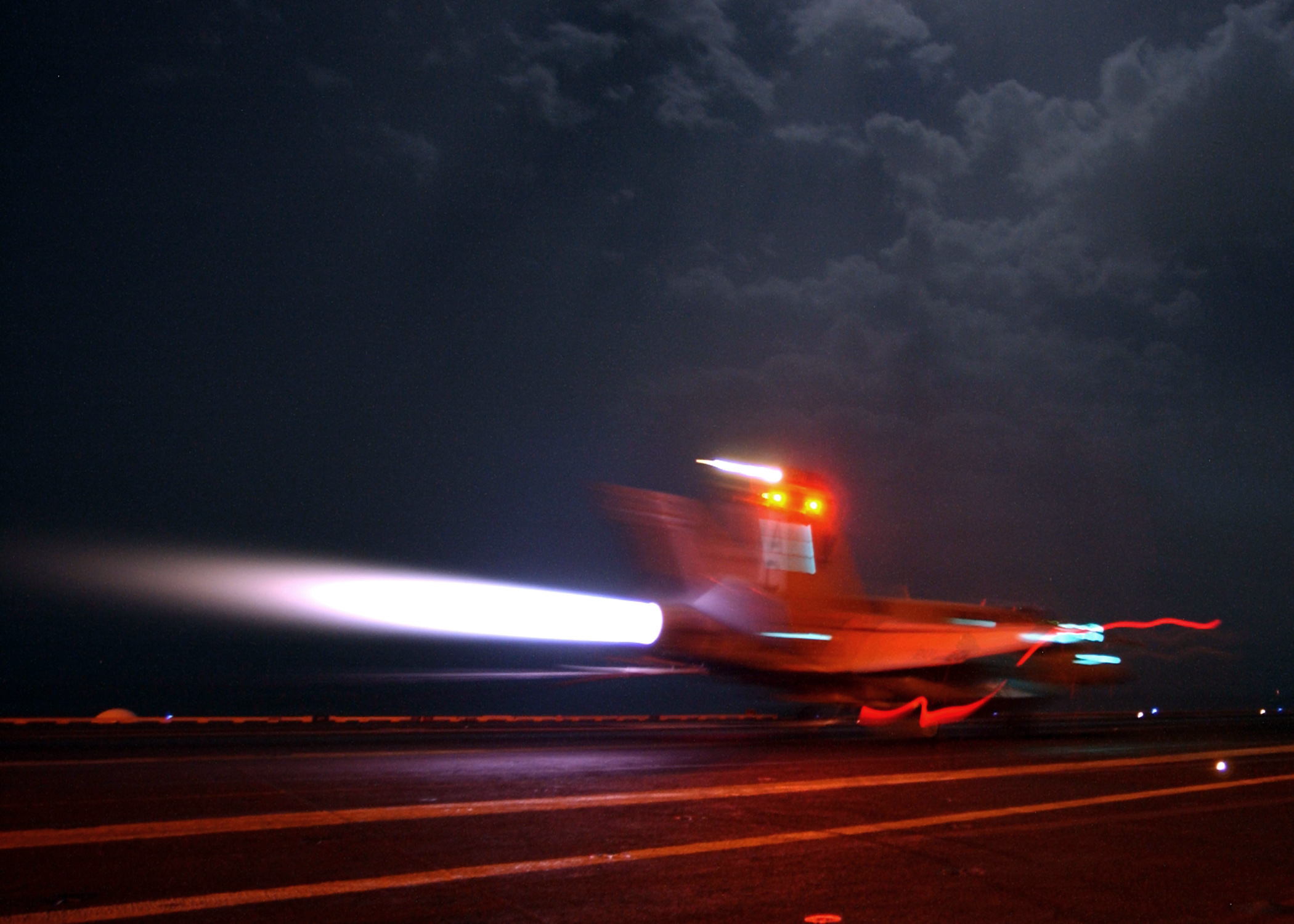
F/A-18A

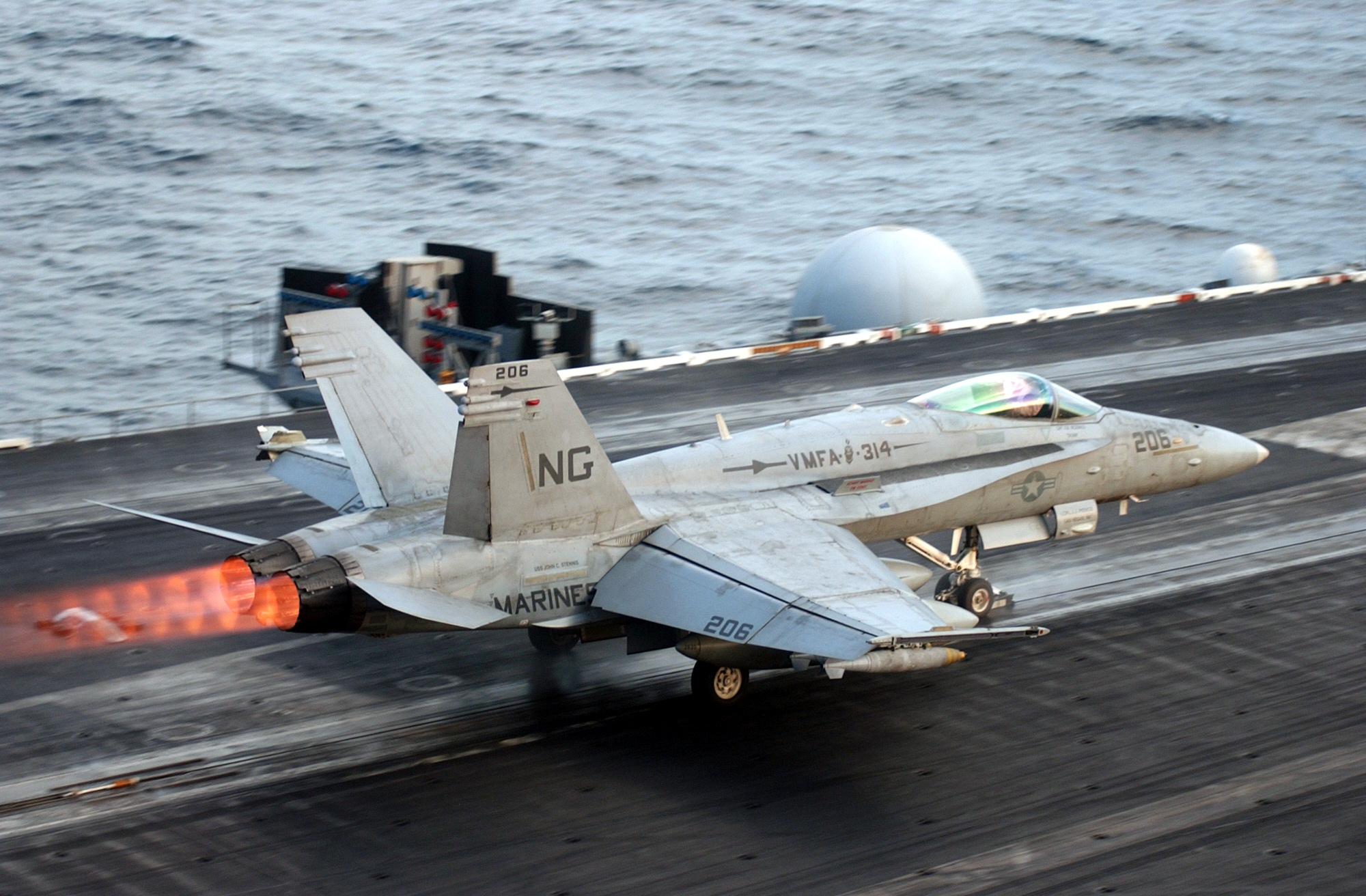
F/A-18

Форсаж — режим роботи деяких поршневих і реактивних двигунів, що застосовується для тимчасового збільшення тяги в разі необхідності (зліт, розгін до надзвуковій швидкості, маневр повітряного бою). Застосовується в основному на бойових літаках, єдиними цивільними літаками, на яких застосовувався форсаж, були пасажирські Ту-144 і Конкорд.
Форсажний режим роботи повітряно-реактивного двигуна реалізується за допомогою додаткової (форсажної) камери згоряння (далі ФКЗ), яка встановлюється за основною камерою згоряння і турбіною. При включенні форсажу проводиться спалювання в ФКЗ додаткового пального, при цьому відбувається інтенсивний підігрів робочого тіла, що, в свою чергу, призводить до збільшення його швидкості витоку з сопла і зростанню тяги двигуна.
Температура газів за основною камерою згоряння лімітується, в основному, жаростійкістю і жароміцністю лопаток турбіни. Установка за турбіною додаткової камери згоряння дозволяє обійти це обмеження. Основним недоліком такого рішення є різке падіння економічності рухової установки. Це зумовлено низьким вмістом вільного кисню в продуктах згоряння, що витікає з основної КЗ і подаються спочатку на турбіну, а потім у форсажну камеру. Рухова установка на такому (форсажному) режимі працює зі значними тепловими і механічними навантаженнями на конструкцію практично всіх складових її вузлів і агрегатів, відповідно час роботи на форсажі для більшості типів літаків обмежений хвилинами. Виняток становлять висотні надзвукові літаки, винищувачі-перехоплювачі МіГ-25/МіГ-31 або літак-розвідник SR-71 Blackbird, двигуни яких спеціально пристосовані для тривалої роботи на форсажному режимі.
У силу зазначених вище причин, перехід на форсажний режим роботи двигуна здійснюється лише у разі необхідності енергійного розгону літального апарата (зліт, набір висоти з метою заняття вигідної позиції для атаки, екстрений вихід з бою, подолання зони дії ППО супротивника і т. д.), а також якщо додаткові витрати палива окупається відповідним приростом дальності польоту. Останнє характерно для надзвукових літаків цивільної авіації (Ту-144, Конкорд). Цікаво, що на деяких ЛА після відриву від ЗПС форсажний режим частини двигунів вимикається, для економії палива (хоча це і викликає деякі проблеми зі стійкістю — розвертає)

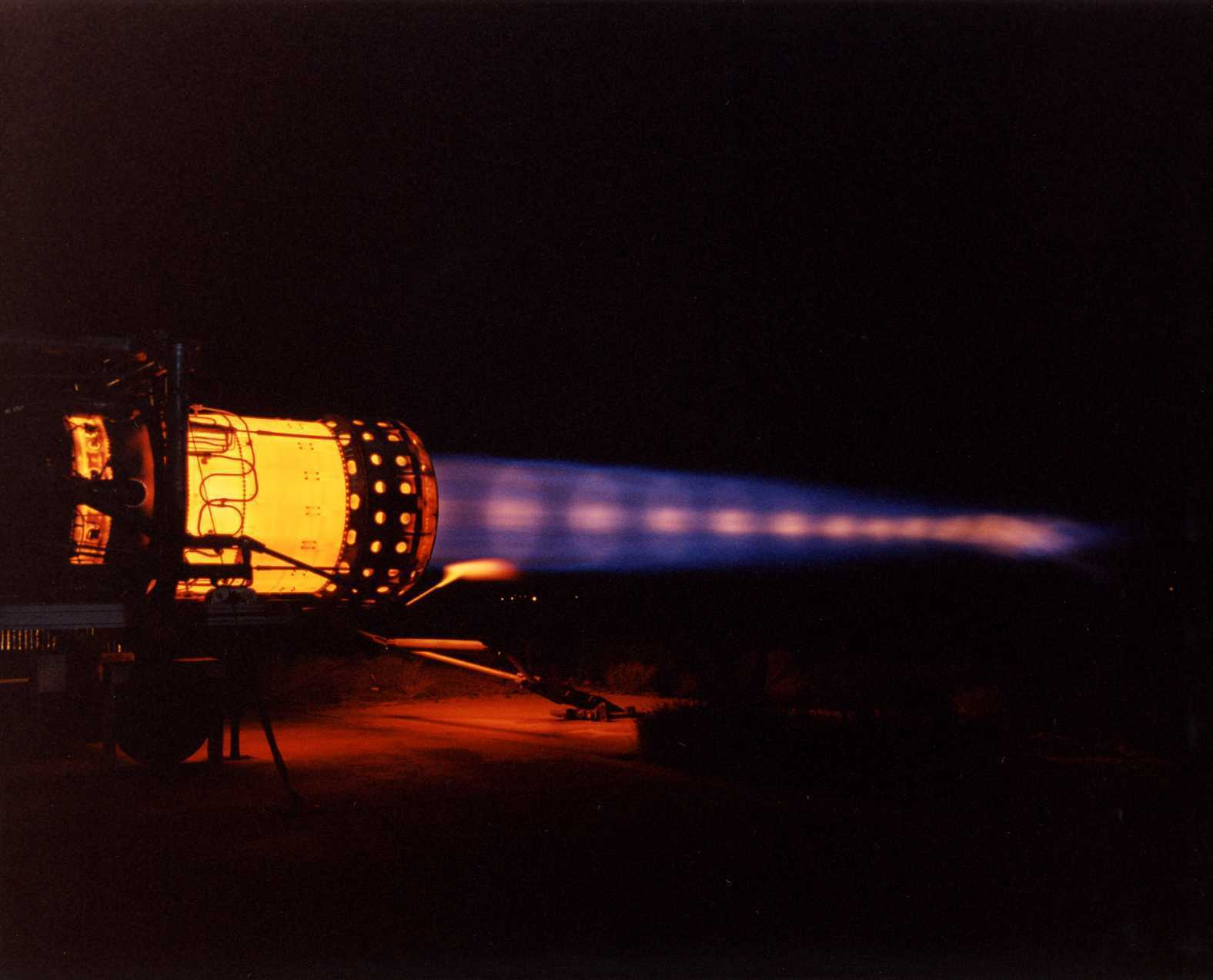
Двигун Pratt & Whitney J58 на випробувальному стенді

При роботі двигуна на форсажі за реактивним соплом виникає видимий струмінь розпечених газів, що має характерне смугасте забарвлення. При неповному згорянні гасу (через нестачу кисню) струмінь матиме червоний колір з жовтими вертикальними кільцями. Якщо горіння добре оптимізовано, то колір полум'я буде синій. Тиск на зрізі сопла значно перевищує тиск навколишнього середовища, і в міру віддалення від сопла тиск зменшується, а швидкість спливання газів зростає. При цьому поперечний переріз струменя збільшується і тиск в найбільшому перетині стає менш атмосферного. Після цього струмінь знову починає звужуватися, зі збільшенням тиску. Така циклічність призводить до того, що надзвуковий струмінь вихідних газів періодично (циклічно) стає дозвуковим, з виникненням стрибків ущільненнь — це якраз і є видимі світлі кільця полум'я. Через недосконалість паливної апаратури деяких двигунів іноді спостерігається цікавий ефект — на одному і тому ж літаку в одного двигуна на форсажі вихлоп синій, в другого — червоний або жовтий.
Першим серійним літаком, двигун якого планово працював на форсажі протягом усього польоту, був SR-71 Blackbird (і на його попереднику Lockheed A-12).